# Romeé van de Lavoir
Romeé van de Lavoir (22 december 2002) is een voetbalspeelster uit Nederland.
Ze speelt voor Feyenoord in de Vrouwen Eredivisie. 

## Clubcarrière
Van de Lavoir begon met voetballen bij XerxesDZB en speelde vanaf het seizoen 2017/18 in de jeugdopleiding van Feyenoord. Sinds het seizoen 2021/22 is ze basisspeelster voor het eerste vrouwenelftal van Feyenoord in de eredivisie. Van de Lavoir staat tot medio 2027 onder contract bij Feyenoord.

## Statistieken
| Seizoen | Club      | Land      | Competitie         | Wedstrijden | Doelpunten |
| ------- | --------- | --------- | ------------------ | ----------- | ---------- |
| 2021/22 | Feyenoord | Nederland | Vrouwen Eredivisie | 24          | 6          |
| 2022/23 | Feyenoord | Nederland | Vrouwen Eredivisie | 11          | 0          |
| 2023/24 | Feyenoord | Nederland | Vrouwen Eredivisie | 18          | 2          |
| 2024/25 | Feyenoord | Nederland | Vrouwen Eredivisie | 22          | 1          |
| Totaal  | Totaal    | Totaal    | Totaal             | 75          | 9          |

Laatste update: 31 mei 2025
1 Weimar ·
2 Waldus ·
4 Verspaget ·
5 Obispo ·
6 Brandau ·
7 Teulings ·
8 Pijnenburg ·
9 Koopman ·
10 Van de Westeringh ·
11 Henry ·
14 De Graaf ·
15 Koga ·
16 Van Eijk ·
17 Van der Sluijs ·
18 Heij ·
19 Haesakkers ·
20 Szymczak ·
21 Van Bentem ·
23 Itamura ·
24 Baptiste ·
25 Van de Lavoir ·
26 De Paus ·
27 DellaPeruta ·
28 Hulswit ·
33 Van Kerkhoven ·
42 Buabadi ·
Coach: Torny
Assistent-coach: Pieters
Assistent-coach: Tjaden
Keeperstrainer: Van der Kaaij